# KZ Ankenbuck
Das KZ Ankenbuck war ein frühes Konzentrationslager. Es bestand zwischen Frühjahr 1933 und Mai 1934 in einem Hofgut auf der Baar zwischen Donaueschingen und Bad Dürrheim. Das auf der Gemarkung der Gemeinde Brigachtal gelegene Gut wurde auch als Arbeiterkolonie genutzt.
Das Hofgut Ankenbuck war 1884 in den Besitz des Badischen Landesvereins für Arbeiterkolonien übergegangen. Der zur Inneren Mission gehörende Verein eröffnete im folgenden Jahr in Ankenbuck eine Arbeiterkolonie, die laut Vereinszweck der Rückführung Arbeitsloser in ein „geordnetes und arbeitsames Leben“ dienen sollte. Zwischen 1920 und 1929 pachtete die badische Justizverwaltung Ankenbuck für den Strafvollzug. Nach Beendigung des Pachtvertrages befand sich der Trägerverein in finanziellen Schwierigkeiten; die zunächst überlegte Auflösung der Einrichtung unterblieb offenbar, als die Arbeitslosigkeit infolge der Weltwirtschaftskrise anstieg.
Nach der Machtübertragung an die Nationalsozialisten plante das Badische Innenministerium im März 1933 die Einrichtung eines Konzentrationslagers in Ankenbuck. Die ersten 25 Häftlinge wurden am 11. Mai 1933 nach Ankenbuck verlegt. Bei den Gefangenen handelte es sich ausnahmslos um politische Häftlinge meist aus Südbaden, in ihrer Mehrzahl Mitglieder der KPD, zum Teil auch der SPD. Durchschnittlich befanden sich 80 bis 100 Häftlinge in Ankenbuck, unter ihnen waren der SPD-Reichstagsabgeordnete Stefan Meier, Philipp Martzloff (SPD) sowie Georg Lechleiter (KPD). Im Dezember 1933 wurden 40 bis 50 Häftlinge aus dem aufgelösten KZ Heuberg nach Ankenbuck verlegt; zuvor waren 34 Häftlinge aus Ankenbuck entlassen worden. Im März 1934 wurde das KZ Ankenbuck geschlossen, die Häftlinge wurden ins KZ Kislau verlegt. Die Häftlinge mussten zehn Stunden pro Tag arbeiten, unter anderem im landwirtschaftlichen Betrieb und in verschiedenen Werkstätten. Weiterhin wurden sie beim Bau eines Schießstandes für einen Schützenverein in Bad Dürrheim eingesetzt.
Die Wachmannschaft bestand aus zunächst 13, später 25 von der SA gestellten Hilfspolizisten. Nach anderen Angaben gehörten auch Mitglieder der SS sowie des Stahlhelms zur Wachmannschaft. Erster Lagerleiter war Franz Mohr, ein pensionierter Polizeihauptmann aus Karlsruhe. Mohrs Verhältnis zur Wachmannschaft war laut Häftlingsaussagen gespannt; Misshandlungen der Häftlinge hielten sich unter ihm in Grenzen. Mohr wurde nach seinem Wechsel im Juni 1933 in das KZ Kislau durch den Polizeihauptmann Biniossek abgelöst. Unter Biniossek wurde der ehemalige Freiburger KPD-Stadtverordnete Kurt Hilbig schwer misshandelt. Hilbig hatte am 22. Juni eine Gedenkminute für die verstorbene Clara Zetkin initiiert. Letzter Lagerleiter war ab Oktober 1933 SS-Standartenführer Hans Helwig, zuvor Reichstagsabgeordneter der NSDAP und ab 1937 vorübergehend Kommandant des KZ Sachsenhausen.
Nach Schließung des Konzentrationslagers war Ankenbuck von 1934 bis 1939 wieder eine Arbeiterkolonie. Von 1950 bis 1978 bestand östlich von Ankenbuck der Sender Bad Dürrheim für den Mittelwellenrundfunk. Heute befindet sich das Hofgut in Privatbesitz und dient zum Teil einigen regionalen Bands als Proberäume. An die Geschichte des Konzentrationslagers erinnert unmittelbar nichts.

## Bekannte Gefangene (Auswahl)
- Albert Fritz (1899–1943), deutscher KPD-Politiker und Widerstandskämpfer aus Heidelberg, als Mitglied der Lechleiter-Gruppe 1943 hingerichtet.
- Franz Geiler (1879–1948), deutscher Gewerkschafter und SPD-Politiker. Von 1945 bis zu seinem Tode 1948 war Geiler Erster Bürgermeister der Stadt Freiburg.
- Rudolf Langendorf (1894–1942), kommunistischer Widerstandskämpfer, Mitglied der Lechleiter-Gruppe im Raum Heidelberg/Mannheim. 1942 hingerichtet.
- Georg Lechleiter (1885–1942), deutscher KPD-Politiker und Widerstandskämpfer aus Heidelberg, als Gründer der Lechleiter-Gruppe 1942 hingerichtet.
- Philipp Martzloff (1880–1962), deutscher SPD-Politiker. 1948 wurde Martzloff zum Vizepräsidenten des Badischen Landtags gewählt.
- Stefan Meier (1889–1944) aus Freiburg, Reichstagsabgeordneter der SPD, ermordet im KZ Mauthausen.
- Ludwig Moldrzyk (1899–1942), Mitglied der Lechleiter-Gruppe im Raum Heidelberg/Mannheim. 1942 hingerichtet.
- Jakob Treffeisen (1894–1962), deutscher KPD-Politiker aus Freiburg, später Mitglied der Beratenden Landesversammlung des Landes Baden.